# Linfeng, Chongqing
Linfeng (kinesiska: 邻封) är en köping i sydvästra Kina. Den ligger i stadsdistriktet Changshou i storstadsområdet Chongqing, omkring 72 kilometer nordost om det centrala stadsdistriktet Yuzhong. Antalet invånare är 23 868. Befolkningen består av 11 558 kvinnor och 12 310 män. Barn under 15 år utgör 12,0 %, vuxna 15-64 år 70 %, och äldre över 65 år 16,0 %.